# HD 54475
HD 54475，又名CD-40 2930，SAO 218465、HR 2691，是一颗恒星，视星等为5.79，位于銀經251.72，銀緯-14.63，其B1900.0坐标为赤經7h 3m 50.5s，赤緯-40° -14.63′ 11″。